# Voers å
Voers å är ett vattendrag i Danmark. Det ligger i Region Nordjylland, i den norra delen av landet. Voers Å ligger på ön Vendsyssel-Thy.
Voers å har sin källa vid Tidemandsholm cirka 5 km öster om Tårs. Fram tills den når herrgården Ormholt består landskapet av myrar och ängar, medan det därefter består av åkermark. Vattendraget mynnar i Kattegatt i byn Voerså.